# Estación Arata (La Pampa)
Arata es una estación ferroviaria ubicada en la localidad homónima, Departamento Trenel, Provincia de La Pampa, Argentina. Su nombre rinde homenaje a Pedro Narciso Arata.

## Ubicación
Se encuentra en el km 586,6 km desde la Estación Once.

## Servicios
No presta servicios de pasajeros desde principios de la década de 1990. Sus vías están concesionadas a la empresa de cargas Ferroexpreso Pampeano, sin embargo sus vías se encuentran abandonadas y sin uso.